# Phragmatobia sanguinea
Phragmatobia sanguinea är en fjärilsart som beskrevs av George Francis Hampson 1907. Phragmatobia sanguinea ingår i släktet Phragmatobia och familjen björnspinnare. Inga underarter finns listade i Catalogue of Life.

## Bildgalleri

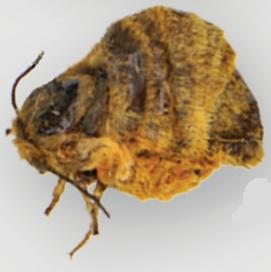